# Агара (Ахалцихский муниципалитет)
Агара (груз. აგარა) — село в Грузии, на территории Ахалцихского муниципалитета края (мхаре) Самцхе-Джавахети.

## География
Село находится в южной части Грузии, на левом берегу реки Куры, на расстоянии приблизительно 9 километров (по прямой) к северо-востоку от города Ахалцихе, административного центра муниципалитета. Абсолютная высота — 914 метров над уровнем моря.

## Население
По результатам официальной переписи населения 2014 года, в Агаре проживало 348 человек (180 мужчин и 168 женщин). В национальной структуре населения грузины составляли 99,4 %, русские — 0,6 %.
| Год  | Население, человек |
| ---- | ------------------ |
| 2002 | 393                |
| 2014 | ↘ 348              |